# Delomys altimontanus
Delomys altimontanus és una espècie de mamífer rosegador de la família dels cricètids. És endèmic del Brasil. Té una llargada de cap a gropa d'aproximadament 130 mm i una cua d'aproximadament 125 mm. Com que fou descoberta fa poc, l'estat de conservació d'aquesta espècie encara no ha estat avaluat formalment. El seu nom específic, altimontanus, significa ‘de les altes muntanyes’ en llatí.